# Michel Moulin (1745-1811)
Pour les articles homonymes, voir Michel Moulin et Moulin (homonymie).
Michel Moulin (6 février 1745, La Tour-d'Auvergne - 31 octobre 1811, Clermont-Ferrand), est un homme politique français.

## Biographie
Notaire et bailli de Larodde, il fait partie des assemblées provinciales des notables sous le ministère Turgot. administrateur du district de Besse, il est élu député du Puy-de-Dôme à l'Assemblée législative le 9 septembre 1791.
Rentré dans la vie privée après la session, il devient conseiller d'arrondissement d'Issoire.
Il est le père de Jean Moulin.

## Sources
- « Michel Moulin (1745-1811) », dans Adolphe Robert et Gaston Cougny, Dictionnaire des parlementaires français, Edgar Bourloton, 1889-1891 [détail de l’édition]